# Harry L. Rattenberry
Harry L. Rattenberry, né le 14 décembre 1857 à Sacramento (Californie) et mort le 9 décembre 1925 à Hollywood (Californie), est un acteur américain.

## Filmographie partielle
- 1917 : '49–'17 (en) de Ruth Ann Baldwin (en)
- 1917 : L'Escapade de Corinne (Indiscreet Corinne) de John Francis Dillon
- 1918 : Know Thy Wife (en) d'Al Christie
- 1919 : Un délicieux petit diable (The Delicious Little Devil) de Robert Z. Leonard
- 1922 : The Weak-End Party de Broncho Billy Anderson